# カラスウリ
カラスウリ（烏瓜、学名: Trichosanthes cucumeroides）はウリ科の植物。花は夜間だけ開き、秋枯れが始まった雑木林の林縁などでよく目立つ朱色の果実をつける、つる性の多年草である。地下には塊根を有する。

## 名称
和名「カラスウリ」の由来は、カラスが好んで食べる、ないし熟した赤い実がカラスが食べ残したように見えることから命名されたなど、諸説ある。
地方により別名、クマズサ、タマズサ（玉章）、チョウジウリ、キツネノマクラ、ムスビショウ、ヤブキュウリなどともよばれる。中国名は王瓜。

## 形態
つる性の多年生草本。4 - 6月にかけて塊根から発芽、あるいは実生する。つるは、草木に巻きひげで絡みつくようにして伸びていく。葉は長さ・幅ともに6 - 10センチメートル (cm) の心臓形や掌形で浅く3 - 5裂し、表面は短い毛で密に覆われる。
花期は夏から初秋（7 - 9月）で、葉のつけ根に花弁の先がレース状になった白い花が夕方（日没後）から開花する。雌雄異株で、一つの株には雄花か雌花かのいずれかのみがつく。雄花は短い房状で、花芽は1か所から複数つき、数日間連続して開花する。対して雌花は花序をつくらず、花芽はおおむね単独でつくが、個体によっては複数つく場合もある。花冠は白色で、5裂した裂片はやや後部に反り返り、縁部が糸状に細く裂けて、レース状に広がって垂れる。花は翌朝、日の出前には萎む。こうした目立つ花になった理由は、受粉のため夜行性のガを引き寄せるためであると考えられており、ポリネーターは大型のスズメガである。カラスウリの花筒は非常に長く、スズメガ級の長い口吻を持ったガでなければ花の奥の蜜には到達することはできず、結果として送粉できないためである。
果期は10 - 11月ごろ。雌花が咲く雌株にのみ果実をつける。果実は直径5 - 7 cmの長楕円形で、形状は楕円形や丸いものなど様々。熟する前は縦の線が通った緑色をしており光沢がある。熟すと、オレンジ色ないし朱色になり、枯れたつるにぶらさがった姿が目立つ。鮮やかな色の薄い果皮を破ると、内部には胎座由来の黄色の果肉にくるまれた、カマキリの頭部に似た特異な形状をした黒褐色の種子がある。

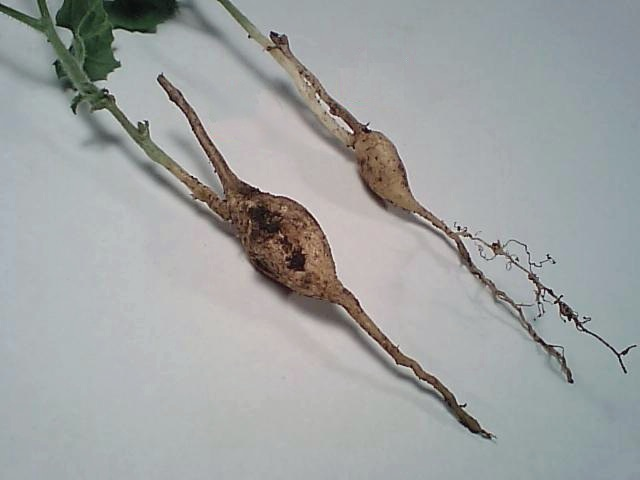
栄養繁殖の状況
上に突き出しているのが、前年土中にもぐりこんだ蔓の跡

根系は水平根が発達し、また芋のような永年性の塊根ができる。宿存根毛（persistant root hair）は無い。蔓の先端が地中に潜り込み新たな塊根を形成することがしばしば見られる。

### 生態
山野の林縁や藪かげなどで、草木にからみついて成長する。里山の日当たりのよい山道脇などでもよく見られる。
カラスウリ属の野生植物の雄花にはミバエ科のハエであるミスジミバエ Zeugodacus scutellatus (Hendel, 1912) の雌が飛来し、産卵する。ミスジミバエの幼虫を宿して落花した雄花はミバエの幼虫1個体を養うだけの食物量でしかないが、ミスジミバエの1齢幼虫の口鉤（こうこう：ハエの幼虫独特の口器で、大顎の変化した1対の鉤状の器官）は非常に鋭く発達しており、他の雌が産みつけた卵から孵化した1齢幼虫と争って口鉤で刺し殺し、餌を独占する。

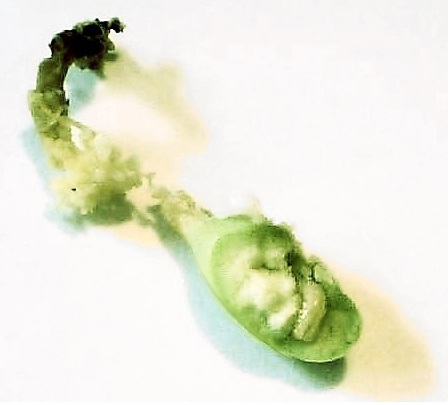
実の中のミバエの幼虫

その他のミバエにも、カラスウリ類の結実後の実にのみ産卵する種がある。例えばキカラスウリの果実にはカボチャミバエ Dacus (Paradacus) depressus Shiraki の幼虫が寄生して内部を食害する。
テントウムシの一種トホシテントウはカラスウリ、アマチャヅルを好んで主食としている。

## 分布
原産地は中国・日本で、日本では北海道・本州・四国・九州に自生する。低地から低山地に分布する。

## 利用

### 薬用
中国では医薬原料として活用されており、果実・種子・塊根ともに生薬として利用されている。かつては日本でも、しもやけの薬として実から取れるエキスが使用された。
民間療法では、赤い果実の果汁を手足などのひび、あかぎれ、しもやけ、肌荒れに塗る療法が知られる。化粧水の材料にもなる。カラスウリの根は王瓜根（おうかこん）という煎じ薬となり、利尿や黄疸に効くとされる。太い根からはデンプンを取り、天花粉（ベビーパウダー）の代用とする。鹿児島県に伝わる民間療法では、リウマチの薬として、乾燥させた根を煎じて飲むと、激痛がきたときでも治るといわれている。

### 食用
若葉は食べる人は少ないが食用になる。採取適期は、関東地方以西の暖地では5 - 8月、東北地方以北などの寒冷地では6 - 8月ごろとされる。摘んだ葉は茹でて水にさらし、ごま和えやマヨネーズ和えなどの和え物、炒め物などにして利用する。生の若葉は、そのまま天ぷらにも出来る。
初秋のまだ熟さない緑色の果実も食用にし、摘んで塩漬けや味噌漬けにしてお新香としたり、汁の実にしたりする。食味は苦みがあり万人向きではないが、酒の肴として好まれる。

### 文化
秋に赤く熟したカラスウリの果実は、ドライフラワーにできる。種子はその形から打ち出の小槌にも喩えられることから、お金を呼び込む縁起物として財布に忍ばせている人もいる。

## 近縁種

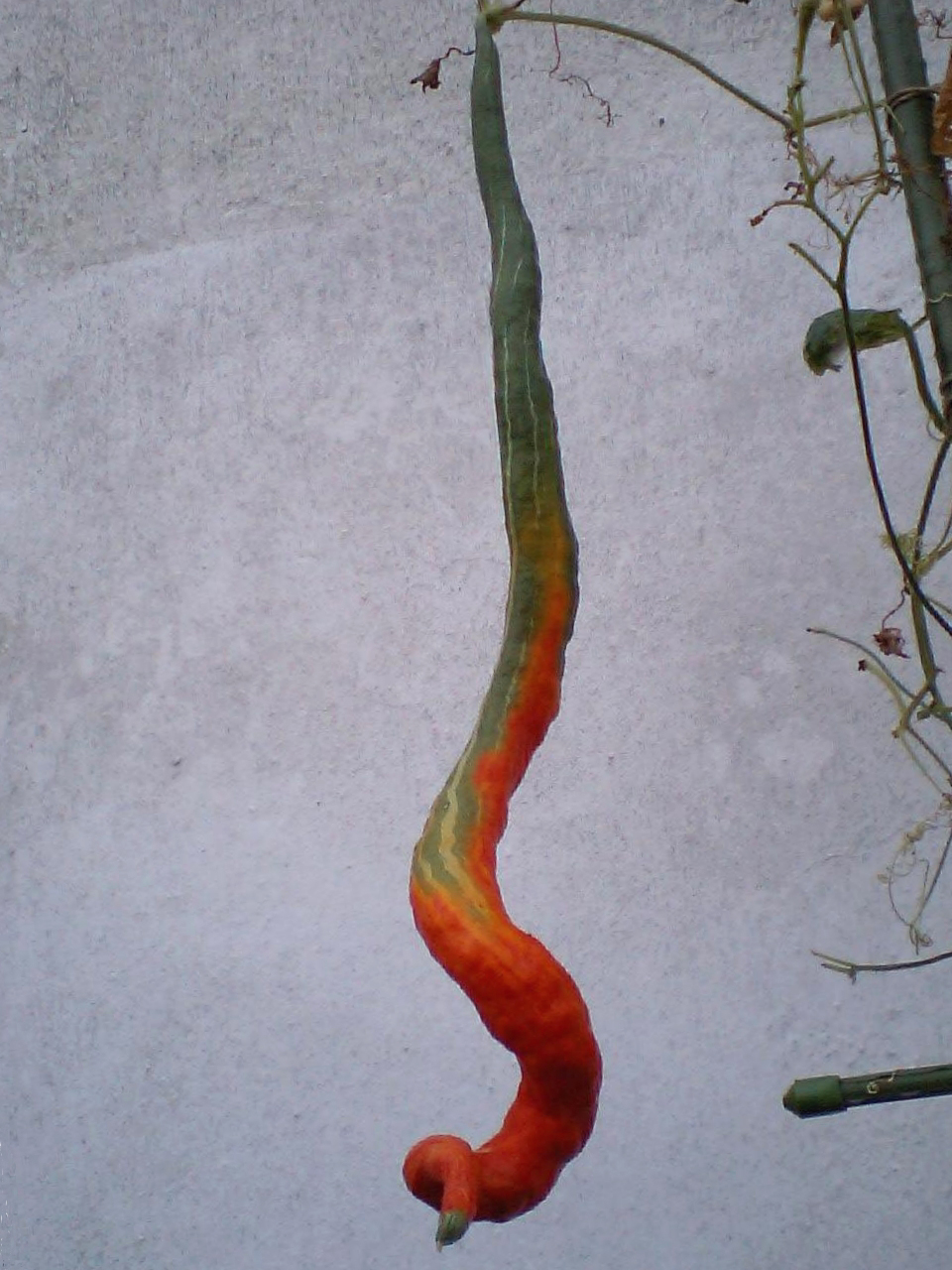
赤熟過程のヘビウリの実

### キカラスウリ
キカラスウリ（Trichosanthes kirilowii var. japonica）は、生態や花・葉の形状からカラスウリと混同される事が多い。かつては、様々な用途に利用された。

### ヘビウリ
ヘビウリ (Trichosanthes cucumerina：英語: snake gourd) はインド原産の近縁種で、実は細長くのびながらくねくねと湾曲し、ヘビそっくりの姿になる。カラスウリ同様赤橙色に熟す。東南アジアの一部では若い実を食用にする。ゴーヤを淡白にしたような味である。日本では主に観賞用に栽培される。なお別種であるメロンの品種にも実が細長くなりヘビウリと呼ばれるものがある。
なお、インドや東南アジア等で食用にされトウガン連に属するヤサイカラスウリ（コッコニア）は、見た目がやや似ているが、アレチウリ連に属する本種とはあまり近縁ではない。主にベトナムで食用にされるナンバンカラスウリ（ガック）もかなり遠縁のツルレイシ連に属する。

## 画像

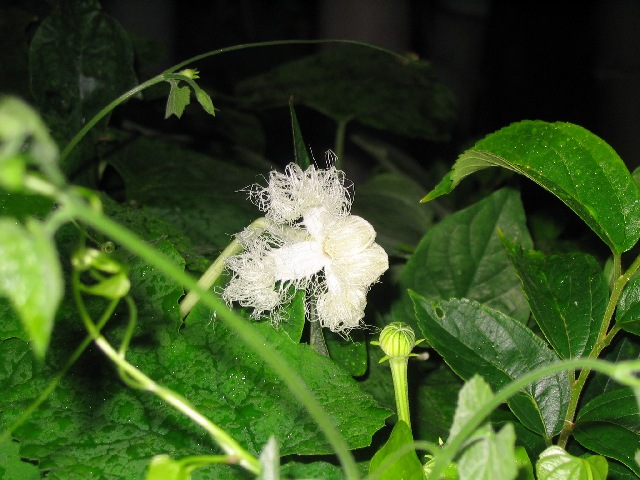
蕾と開花中の花
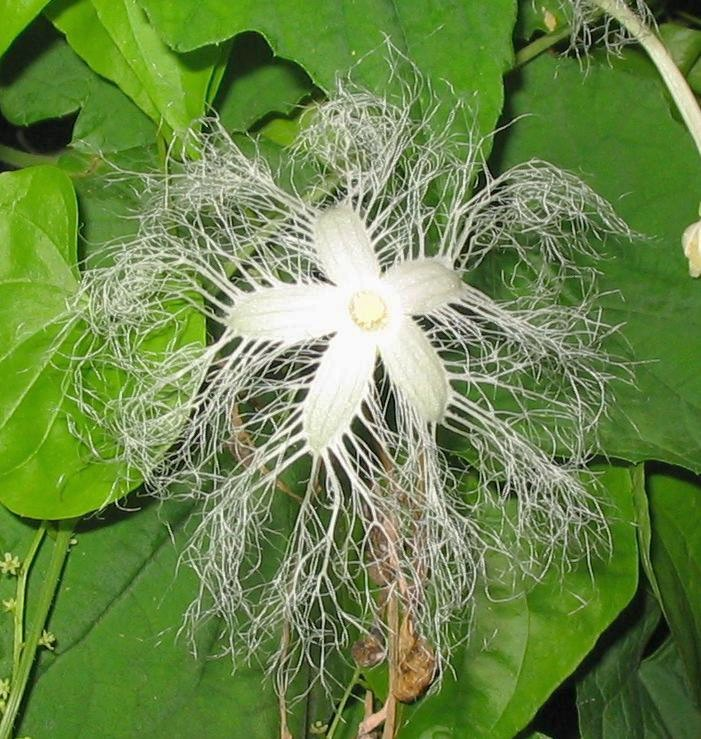
全開した雄花（以下、左端とは別個体）
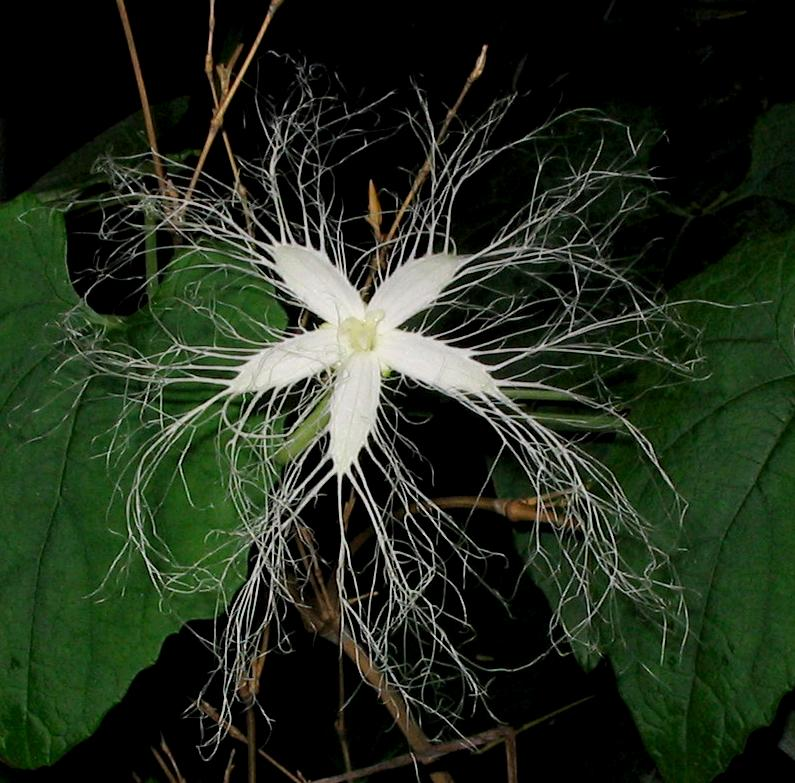
全開した雌花
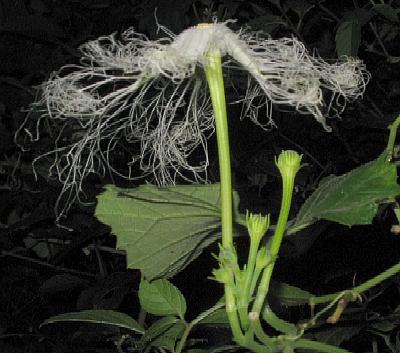
雄花の側面
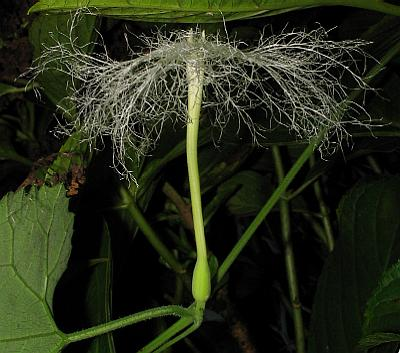
雌花の側面
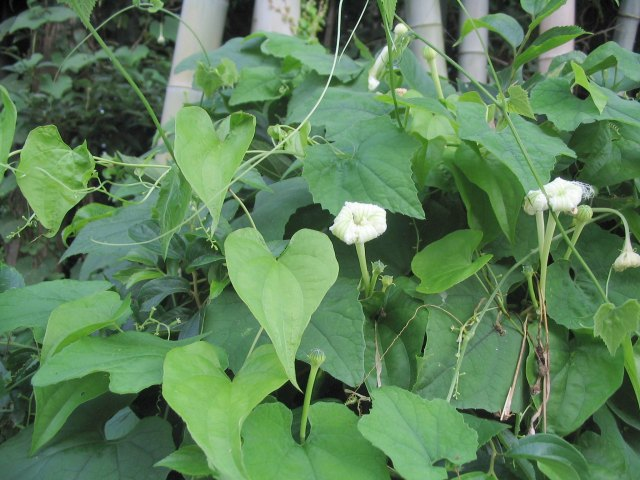
翌朝萎んだところ
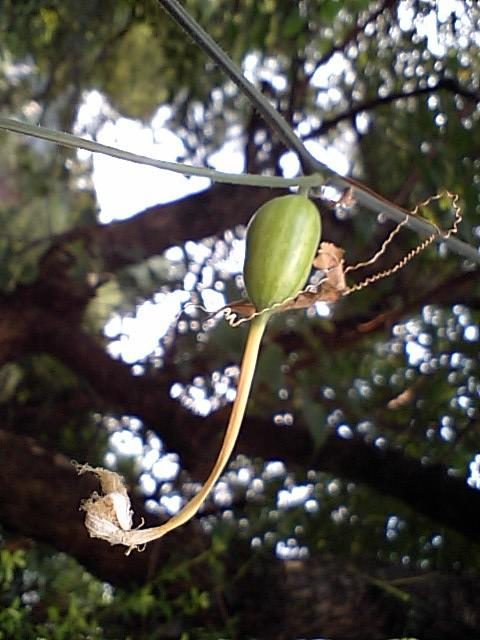
受粉、結実した雌花
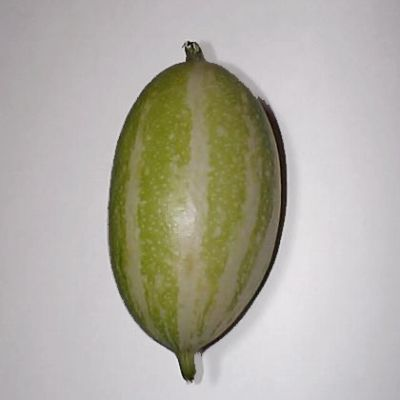
未熟な果実　ウリボウと呼ばれる
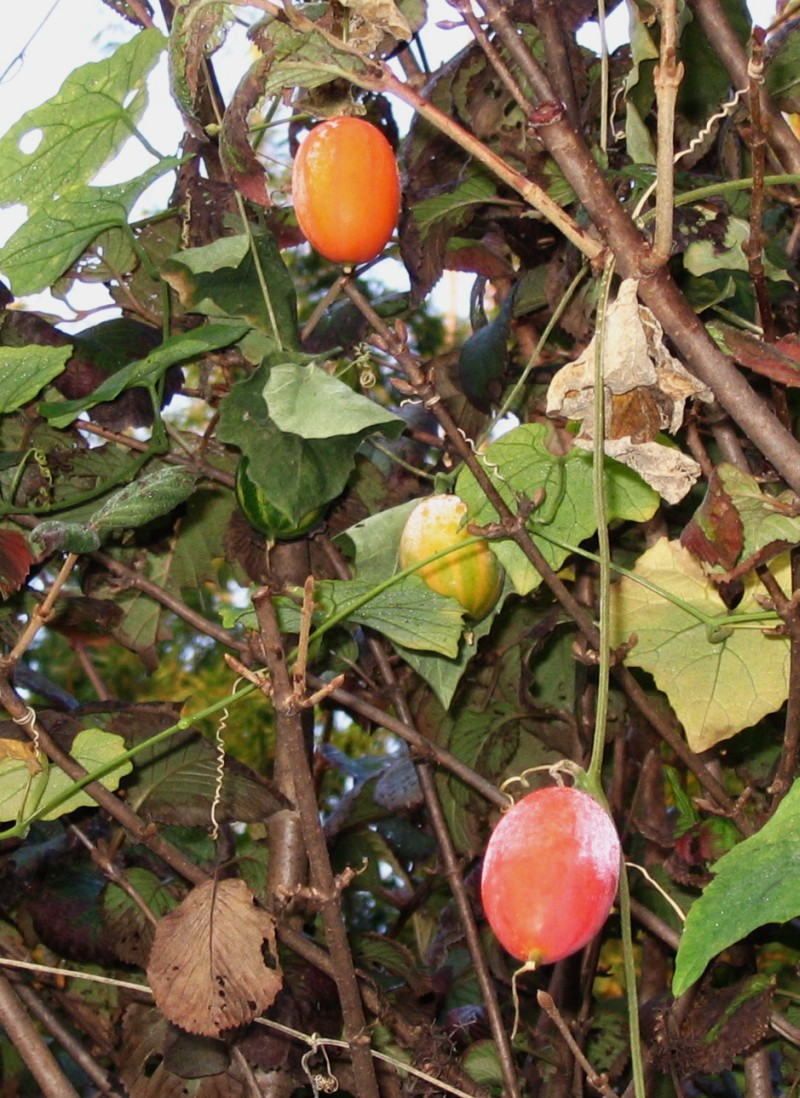
果実：2005年10月23日
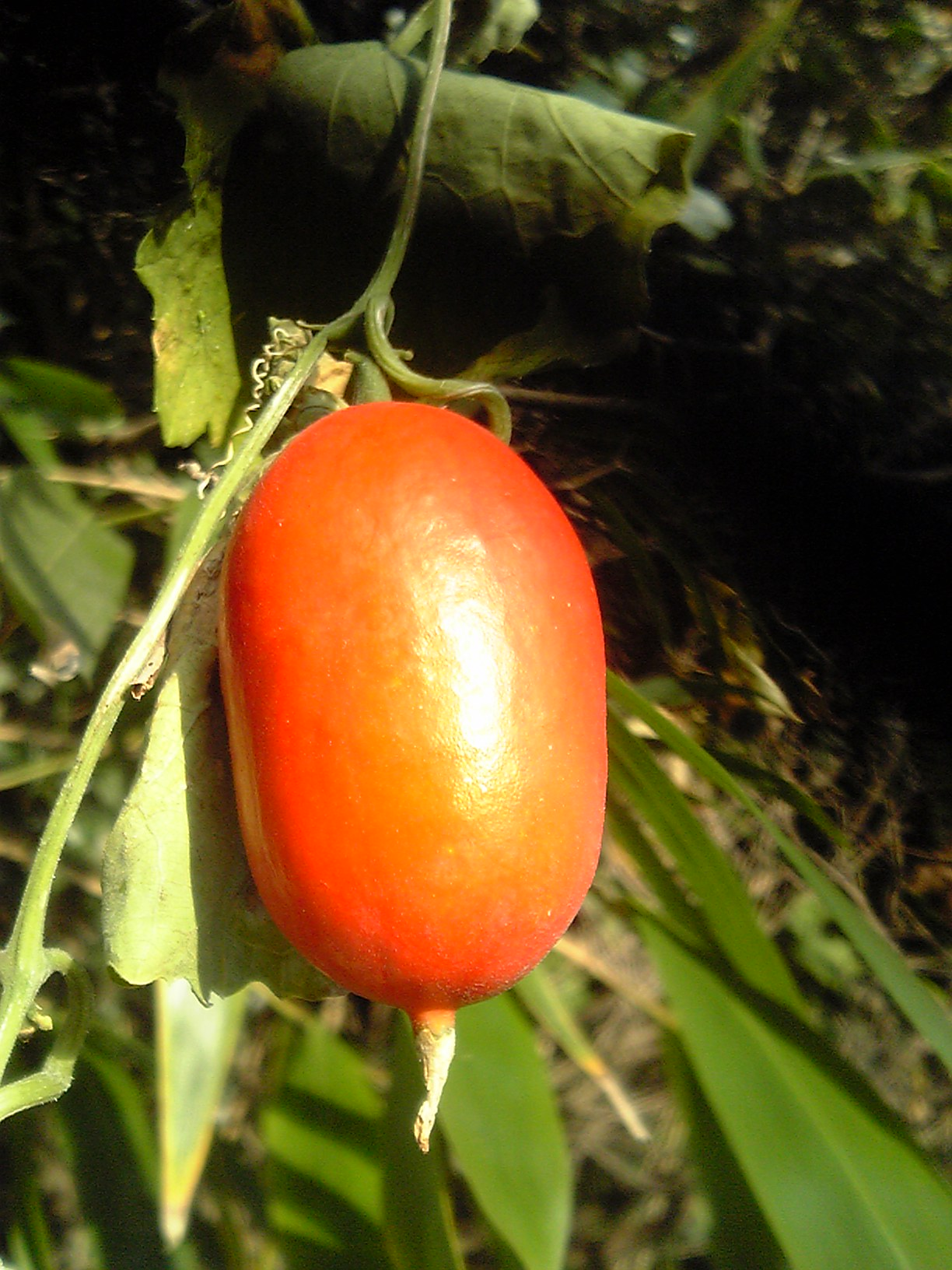
果実（拡大）
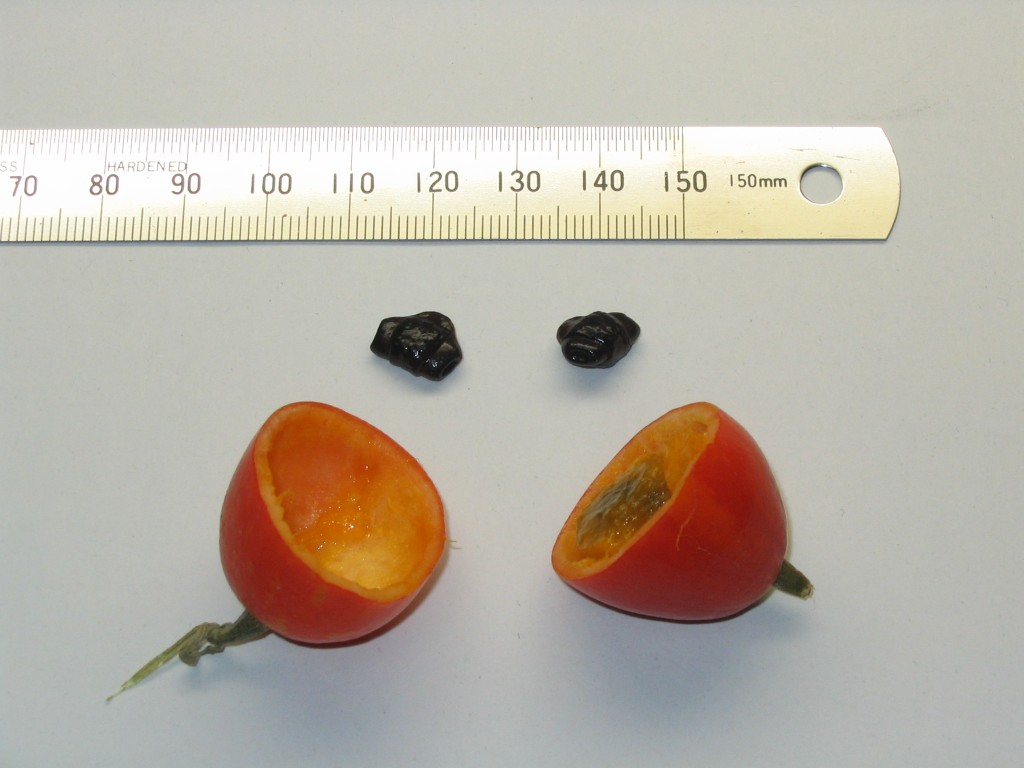
種子
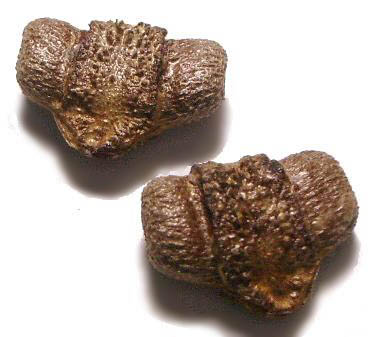
種子（拡大）
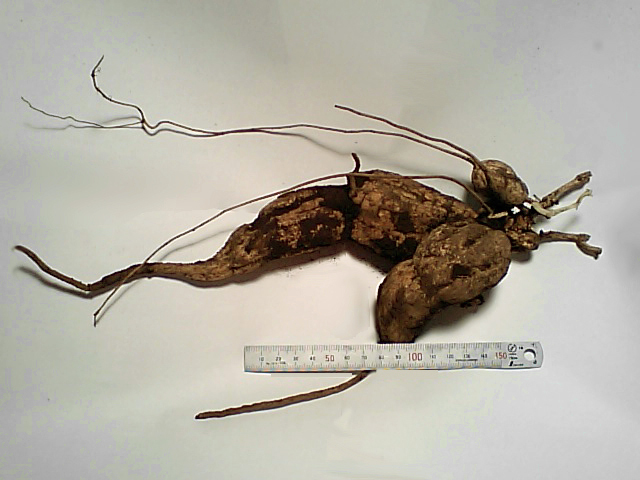
塊根 (♂)
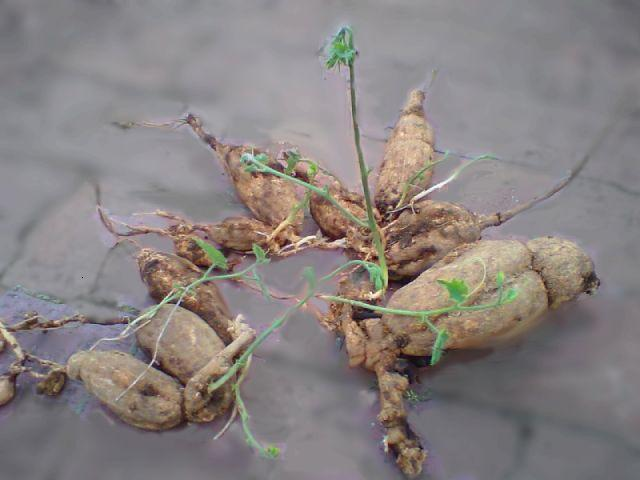
塊根（♀）から発芽した様子
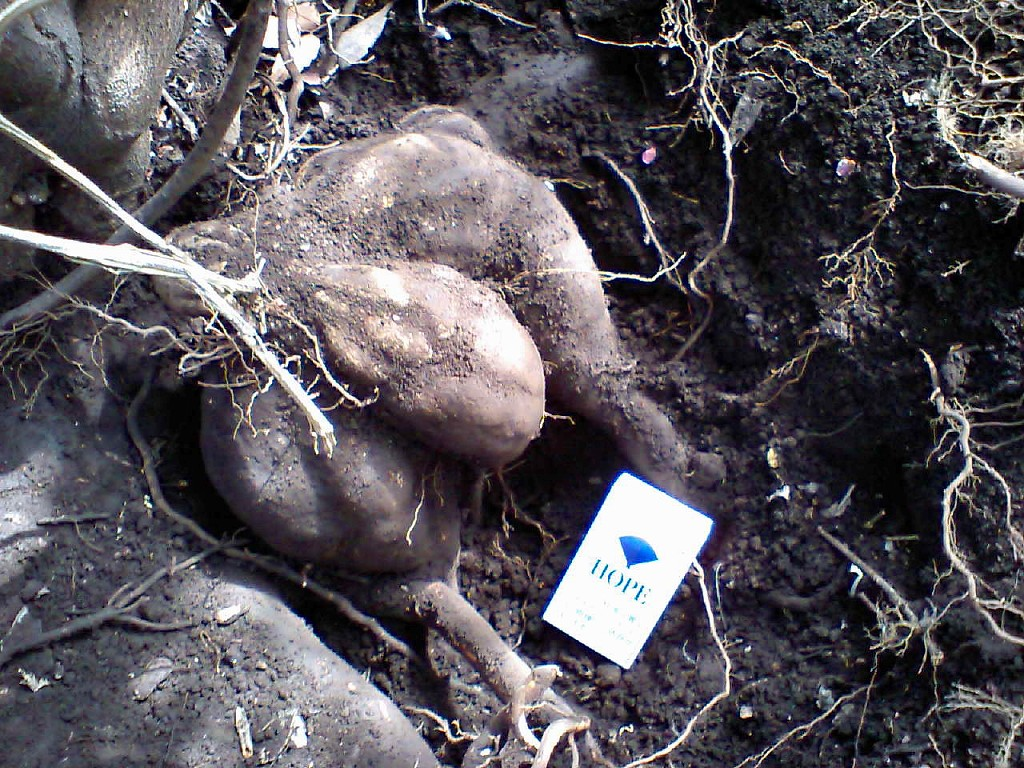
土中の塊根の様子

## カラスウリの登場する作品

### 小説
- 『少年アリス』長野まゆみ
- 『酔いどれ小籐次留書』佐伯泰英　幻冬舎
- 『幻の朱い実＜上＞＜下＞』石井桃子岩波書店＜上＞ISBN 9784000021456　＜下＞ISBN 9784000021463

### 児童書
- 『カラスウリのひみつ』真船和夫 / 文 下田智美 / 絵 偕成社　ISBN 4-03-634630-X

### エッセイ
- 『からすうりの花と蛾』寺田寅彦

### 童謡
- 『まっかな秋』薩摩忠作詞・小林秀雄作曲

### 童話
- 『銀河鉄道の夜』宮沢賢治

### 漫画
- 『オチビサン 1巻』安野モヨコ 朝日新聞出版 ISBN 978-4-02-250464-7
- 『鎌倉けしや闇絵巻』第23話「谷中けしや猫絵巻」赤石路代 小学館 ISBN 978-4-09-139838-3